# Marion Chesney
Marion Gibbons, född Marion McGowan Chesney den 10 juni 1936 i Glasgow, Skottland, död den 30 december 2019 i Gloucester, Storbritannien, var en skotsk författare. Chesney använde flera olika pseudonymer i sitt författarskap: M. C. Beaton, Sarah Chester, Helen Crampton och Ann Fairfax, Jennie Tremaine samt Charlotte Ward.

## Biografi
Chesney föddes 1936 i Glasgow, Skottland. Hon arbetade inledningsvis som inköpare av fiktion vid den akademiska bokhandeln John Smith & Son i Glasgow och därefter som redaktör, teaterkritiker och reporter vid tidningen Scottish Daily Express. Chesney gifte sig med Harry Scott Gibbons, mellanösternkorrespondent vid tidningen, 1969. Tillsammans fick paret sonen Charles. Familjen flyttade sedermera till USA där Chesney och maken bland annat arbetade vid Rupert Murdochs tabloidtidning Star i New York. Sedermera flyttade familjen tillbaka till Storbritannien och bodde bland annat i Cotswolds, och när sonen flyttat hemifrån även i Paris.
Chesney inledde sin författarbana 1979 genom att skriva historisk fiktion som Marion Chesney, en variant av flicknamnet. Under pseudonymerna Sarah Chester, Helen Crampton, Ann Fairfax, Jennie Tremaine och Charlotte Ward skrev hon även romantisk litteratur, och under pseudonymen M. C. Beaton skrev hon deckarromaner. Sammantaget skrev Chesney över 150 böcker, till vilka bland andra den Edvardianska deckarserien om Lady Rose Summer och kaptenen Harry Cathcart, serien om privatdetektiven Agatha Raisin samt serien om polisen Hamish Macbeth.

### Som M. C. Beaton

#### Serien om Hamish Macbeth (i urval)
- 1985 – Death of a Gossip
- 1987 – Death of a Cad
- 1988 – Death of an Outsider
- 1991 – Death of a Hussy
- 1996 – Death of a Macho Man
- 2008 – Death of a Gentle Lady

#### Serien om Agatha Raisin (i urval)
- 1992 – Agatha Raisin and the Quiche of Death
- 2004 – Agatha Raisin and the Deadly Dance
- 2008 – A Spoonful of Poison: An Agatha Raisin Mystery
- 2014 – The Blood of an Englishman
- 2015 – Agatha's First Case (novell)
- 2019 – Beating About the Bush
- 2022 – Devil's Delight (postumt)

#### Övriga (i urval)
- 1985 – The Education of Miss Paterson
- 2001 – The Skeleton in the Closet

### Som Marion Chesney (i urval)
- 1980 – Regency Gold
- 1981 – My Lords, Ladies and Marjorie
- 1987 – At The Sign of the Golden Pineapple
- 1993 – The Glitter and the Gold
- 1994 – Colonel Sandhurst to the Rescue
- 1995 – The Banishment
- 2003 – Snobbery with Violence

### Som Sarah Chester
- 1988 – Dancing on the Wind

### Som Helen Crampton
- 1980 – The Marquis Takes a Bride
- 1980 – Marriage a la Mode
- 1981 – The Highland Countess

### Som Ann Fairfax
- 1979 – My Dear Duchess
- 1979 – Henrietta
- 1980 – Annabelle
- 1982 – Penelope

### Som Jennie Tremaine (i urval)
- 1979 – Kitty
- 1980 – Daisy
- 1981 – Susie
- 1982 –  Poppy
- 1984 – Maggie
- 1986 – Lady Anne's Deception

### Som Charlotte Ward
- 1982 – The Westerby Inheritance